# River Flit
River Flit är ett vattendrag i Storbritannien.   Det ligger i riksdelen England, i den södra delen av landet, 60 km norr om huvudstaden London.